# Menotoxin

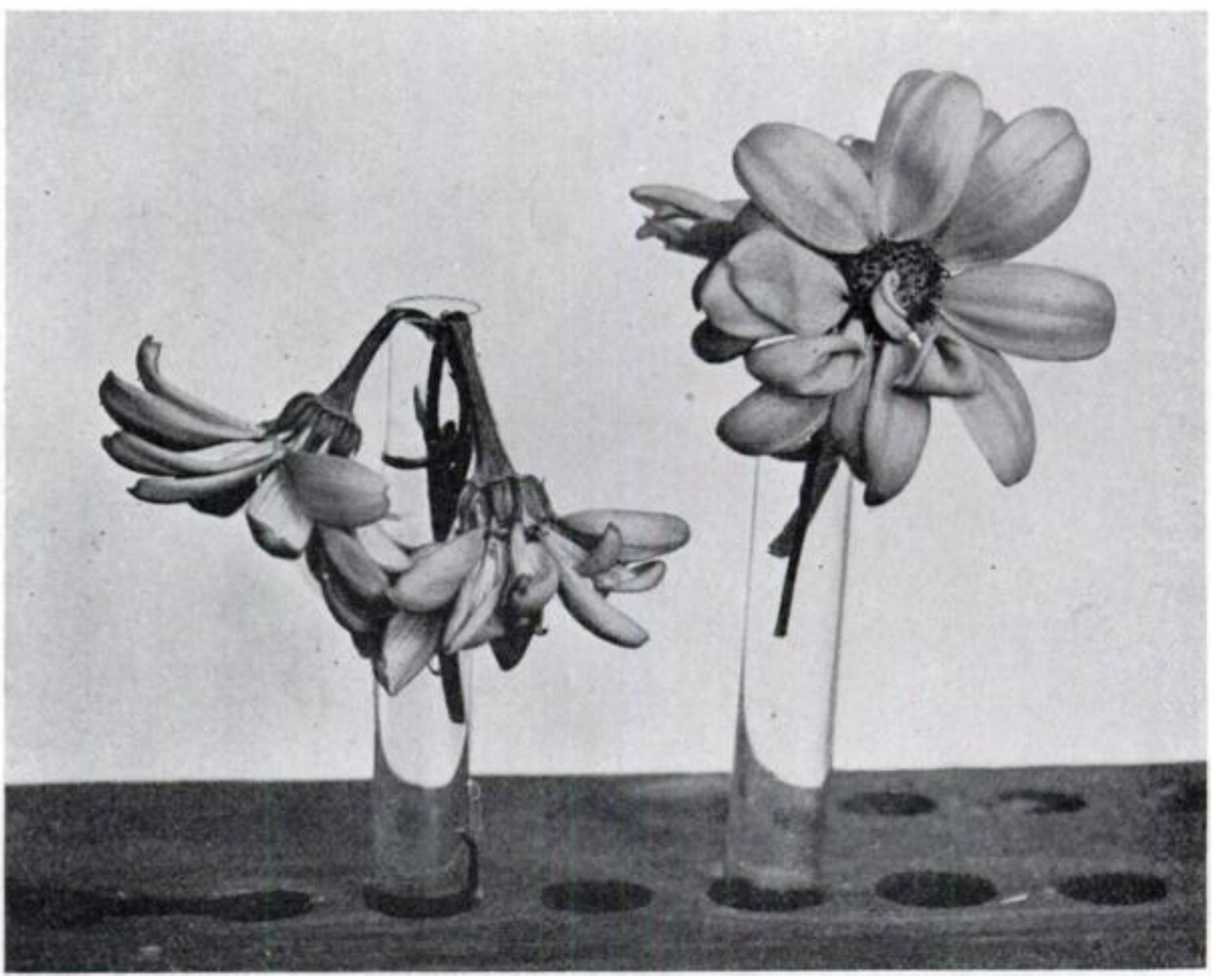
Der vermeintlich phytotoxische Effekt von Menotoxin auf eine Cinerea-Blume.

Menotoxin (aus altgriechisch μήν mēn, deutsch ‚Monat‘, und -toxin, zusammen Monatsgift), auch Menstruationsgift, ist die Bezeichnung eines hypothetischen Giftstoffs, der Anfang des 20. Jahrhunderts im Schweiß und Blut von Frauen während der Menstruation vermutet wurde. Bis 1979 wurde über die Existenz von Menotoxin diskutiert. Nach heutigem Stand der Wissenschaft gibt es keinen Hinweis für die Existenz von Menotoxin. Die 1920 publizierten scheinbar positiven Ergebnisse von Béla Schick und anderen Wissenschaftlern basierten auf unzureichenden Kontrollgruppen, schwacher Statistik und Bestätigungsfehlern.

## Historische Perspektive
Die Kulturgeschichte der Menstruation ist komplex, und bereits seit biblischen Zeiten wurde über die Existenz eines mit der Menstruation assoziierten Giftstoffs spekuliert. Menstruierende Frauen seien gefährlich für Rebstöcke, können der Grund für verdorrte Blüten an Obstbäumen und verantwortlich für das Eingehen von Champignonbeeten sein. Konservenfabriken und Blumenhandlungen führten Listen mit Menstruationsterminen, um sich gegen diese „Gefahr“ zu wehren. Auch nützliche Vorschläge wurden gemacht: Bis ins 16. Jahrhundert sei es üblich gewesen, eine menstruierende Frau im Garten herumzuführen, wenn die Raupen des Kohlweißlings als Plage drohen. Es schien naheliegend, über einen Giftstoff zu spekulieren. Der Begriff Menotoxin geht mindestens bis ins Jahr 1900 auf Alexander Ferenczi zurück. Er spekulierte über eine Substanz, die sich im Körper der Frau anreichert und nach 28 Tagen derart anhäuft, dass sie zu einer Selbstvergiftung führt.

## Béla Schicks Menotoxin

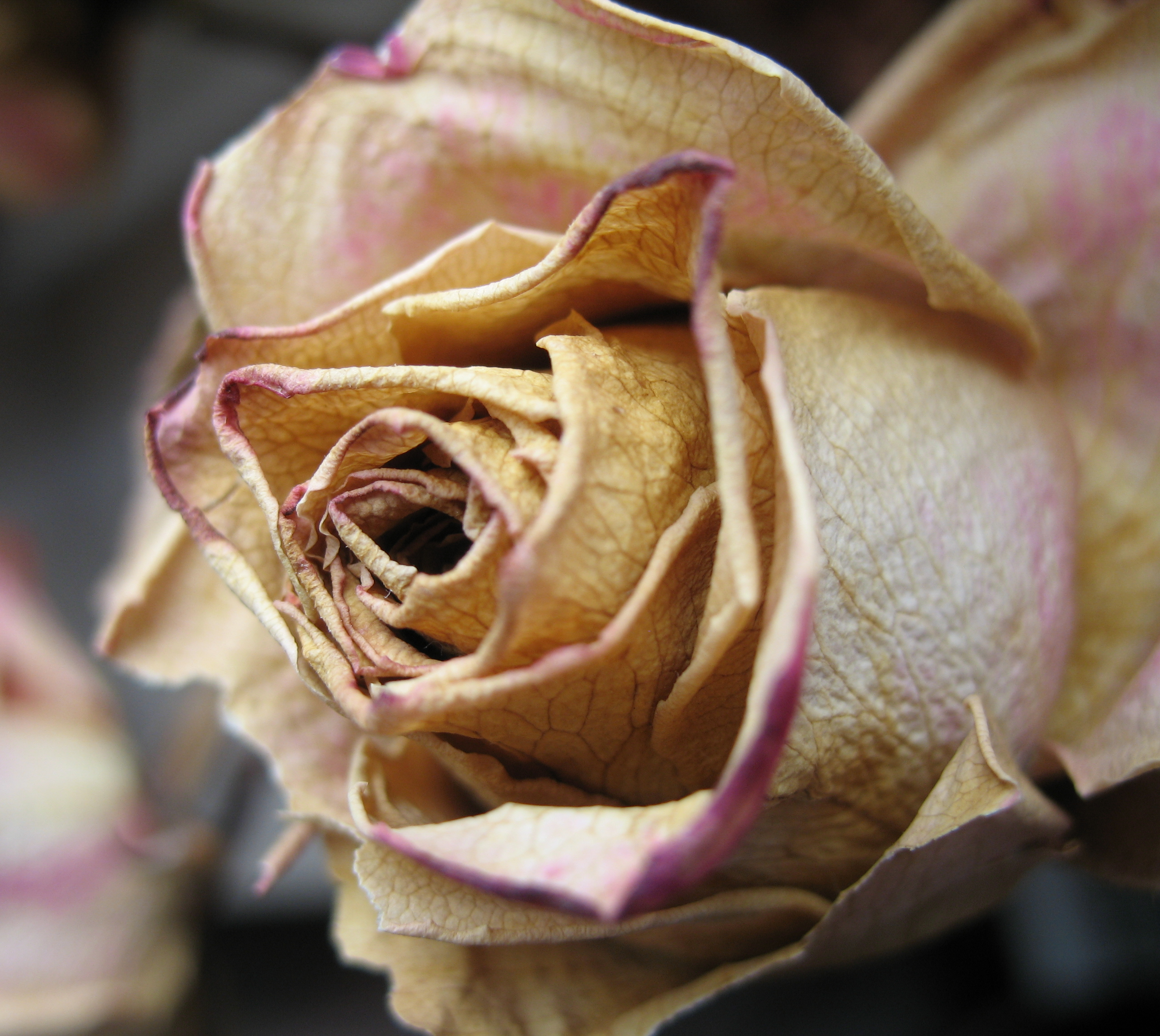
Verwelkte Rosen waren für Béla Schick der erste Hinweis auf die Existenz von Menotoxin.

Béla Schick berichtete im Jahr 1920 in einem medizinischen Fachartikel, dass frisch geschnittene Blumen schon nach wenigen Stunden verwelkten und dass Hefeteig schlecht aufgehe, wenn sie von einer Frau zwischen dem ersten und dem dritten Tag ihres Zyklus in der Hand gehalten oder geknetet wurden. Diese Studie war die erste, die die Menotoxinhypothese konkretisierte und experimentell zugänglich machen wollte. Schick vermutete einen Giftstoff, den er Menotoxin nannte, und verstand seine Beobachtungen als Bestätigung für Volksweisheiten und Bräuche, dass menstruierende Frauen weder Pflanzen noch fermentierenden Wein oder Pilze handhaben sollten. Er schließt seine Studien mit den Worten:

„Ich aber sage, wir sollen uns freuen, daß dieser Glaube [daß die Menstruierende unrein sei] nicht ausgerottet ist. Wir sollen dem Volke dankbar sein, daß es an solchen durch mündliche Überlieferung fortlebenden Tatsachen zähe festhält. Erst spät kommt oft die Wissenschaft dazu, solche Tatsachen anzuerkennen.“

## Ein Gift für Pflanze und Tier

Der relative Unterschied der Phytotoxizität von N=22 Frauen, gemessen während der ersten drei Tage des Menstruationszyklus und zwei Wochen danach. Alle Werte fallen um 0.

Kritische Stimmen zu Béla Schicks Arbeit, die unkontrollierte Fehlerquellen, fehlerhafte Statistik und den anekdotenhaften Charakter seiner Studie kritisierten, meldeten sich früh. Gewissenhafter durchgeführte Studien konnten die Menotoxinhypothese nicht bestätigen (siehe Abbildung), jedoch war die Existenz von Menotoxin für viele Ärzte keine Überraschung und es galt als attraktive Hypothese, um verschiedene Frauenleiden zu erklären.
In der Folgezeit wurde Menotoxin in nahezu allen Ausscheidungen von menstruierenden Frauen gefunden. Menotoxin wurde beispielsweise für neurotoxisch, allergieauslösend und asthmaverursachend gehalten und als möglicher Grund von Magen-Darm-Beschwerden bei Säuglingen vermutet. Auch zur chemischen Natur von Menotoxin wurden einige Hypothesen veröffentlicht. Karel Klaus und Anna Lánczos spekulierten über die Ausscheidung von Trimethylamin im Schweiß als Grund für die toxische Wirkung, andere über ein dem Oxycholesterol (5,6-Epoxycholesterol) verwandtes Molekül.
Die Gefährlichkeit von Menotoxin wurde auch in nicht menschlichen Organismen untersucht. Aufbauend auf frühe Studien, insbesondere die von Béla Schick, wurde Menotoxin für phytotoxisch gehalten und die Messung von Phytotoxizität war etabliertes Nachweisverfahren für Menotoxin. Béla Schick berichtete in seiner Arbeit von 1920, er habe den Effekt zuerst bei einem Strauß roter Rosen beobachtet und könne den Effekt mit Anemonen und Chrysanthemen reproduzieren. Vernon Pickles studierte Schlüsselblumen, David Macht und Dorothy Lubin unter anderem Erbsen und William Freeman in einer Studie, die keine Effekte von Menotoxin finden konnte, Lupinen.
Anna Lánczos beschrieb bei der Untersuchung von Froschnerven, dass von ihr während der Menstruationszeit oder prämenstruell präparierte Nerven stärker auf Narkotika reagierten, und sie leitete daraus ab, dass diese Nerven wohl durch zufällige Berührung eine Schädigung durch Menotoxin erfahren hätten. Ratten, die Menotoxin ausgesetzt worden seien, hätten Orientierungsschwierigkeiten oder seien nach der Gabe von Menstruationsblut verendet. Auch diese Experimente zeichneten sich durch unzureichende Kontrollen aus. Die Nager beispielsweise verendeten durch massive bakterielle Infektionen und konnten entsprechend bereits durch Antibiotikagabe vor den schädlichen Einflüssen von Menotoxin geschützt werden.

## Modernere Rezeption
1974 führte ein Austausch von Artikeln zu Menotoxin zu einer andauernden Debatte in der Fachzeitschrift The Lancet, einer der wichtigsten und meistgelesenen Zeitschriften der modernen Medizin, die in einem Beitrag kulminierten, in dem Virginia L. Ernster schreibt, sie habe mit Ungläubigkeit und Skepsis die scheinbare Unterstützung für solch weit verbreiteten Aberglauben vernommen und weder eine Photographie eines verwelkten Gänseblümchens von 1924 noch der unerklärte Tod eines Baums könnten hinreichende Belege sein, die bezüglich Menotoxin überzeugten.
Einige Jahre später wurden ebenfalls in The Lancet Arbeiten zu Substanzen vorgestellt, die gleichermaßen Pflanzen als auch die Stimmung von Frauen beeinflussen könnten. Für Studien dieser Art war die Menotoxinhypothese Inspiration.
Die Existenz von Menotoxin wird von der modernen Wissenschaft sehr kritisch bewertet; es gibt keine Hinweise für die Existenz von Menotoxin. Durch die kuriosen, skurrilen und teils anekdotenhaften Argumente wird die Geschichte des Menotoxins jedoch sporadisch in der populärwissenschaftlichen und wissenschaftlichen Literatur reflektiert.